# Village (Japon)
Pour les articles homonymes, voir Village (homonymie).
 (mai 2025).
Si vous disposez d'ouvrages ou d'articles de référence ou si vous connaissez des sites web de qualité traitant du thème abordé ici, merci de compléter l'article en donnant les références utiles à sa vérifiabilité et en les liant à la section « Notes et références ».
Le village (村, mura ou son) est un type de municipalité au Japon.
Avec les villes, les bourgs, et les arrondissements spéciaux, il s'agit de l'un des quatre types de municipalités japonaises (市区町村, shikuchōson).
Le village en question est caractérisé par le kanji 村 placé en suffixe après le nom de la commune, comme pour la plupart des autres subdivisions administratives japonaises.
Avec les bourgs, ils forment le groupe des municipalités rurales, qui sont regroupées en districts ; tandis que les villes et les arrondissements spéciaux, municipalités urbaines, sont des subdivisions directes des préfectures (ou des sous-préfectures sur Hokkaidō uniquement), les seconds étant une spécificité de la métropole de Tokyo.

## Définition
Le village est le plus petit type de municipalité au Japon.
La définition des villages est avant tout démographique et dépend des préfectures :
- moins de 3 000 habitants : préfectures de Toyama, d'Okayama et de Hyōgo ;
- moins de 4 000 habitants : préfecture de Tottori ;
- moins de 5 000 habitants : préfectures de Hokkaidō, de Miyagi, d'Akita, d'Ibaraki, de Saitama, de Chiba, de Kanagawa, de Yamanashi, de Gifu, d'Aichi, de Kyoto, de Wakayama, de Tokushima, de Fukuoka, de Kumamoto, de Miyazaki, de Kagoshima, de Mie, de Shiga, de Yamaguchi et d'Ehime ;
- moins de 7 000 habitants : préfecture de Saga ;
- moins de 8 000 habitants : préfectures d'Aomori, de Yamagata, de Fukushima, de Nagano, d'Osaka, de Nara, de Shimane, de Kōchi, d'Ōita, d'Okinawa, d'Ishikawa et de Shizuoka ;
- moins de 10 000 habitants : préfectures d'Iwate, de Gunma, de Tokyo, de Niigata, de Fukui et de Kagawa ;
- moins de 15 000 habitants : préfecture de Tochigi.

## Nombre
Au 1er août 2011, le Japon comptait 1 723 municipalités dont 184 villages (depuis 2009), qui constituent le type de communes le moins répandu au Japon, les 23 arrondissements spéciaux de Tokyo mis à part (contre 753 bourgs et 786 villes). Leur nombre a fortement diminué depuis la loi de fusion des municipalités de 2004 qui a fixé pour but de réduire à terme à 1 000 le nombre de municipalités en favorisant la formation de villes par l'absorption des bourgs et villages par celles déjà existantes ou bien par la fusion de bourgs et de villages entre eux pour former de nouvelles villes. En effet, la barre de population des 50 000 fixées pour être reconnues comme ville est alors réduite à 30 000 habitants par cette loi si jamais ce seuil est atteint par une fusion. Cette loi visait donc à accélérer un processus déjà entamé plusieurs décennies auparavant et qui est censé favoriser la décentralisation et le maintien d'institutions et de services dans des zones rurales de plus en plus dépeuplées. Il s'agit également de réduire le poids trop important de l'administration territoriale, dont les dettes cumulées représentaient alors 40 % du PIB au début de l'année 2006. 
Conséquence immédiate de cette politique, de nombreuses préfectures ne comportent aujourd'hui plus aucun village : au 1er avril 2008, elles étaient au nombre de treize sur quarante-sept :
- Ehime ;
- Fukui ;
- Hyōgo ;
- Hiroshima ;
- Ishikawa ;
- Kagawa ;
- Mie ;
- Nagasaki ;
- Saga ;
- Shiga ;
- Shizuoka ;
- Tochigi ;
- Yamaguchi.